# Schlitzrüssler
Die Schlitzrüssler (Solenodontidae) sind eine Säugetierfamilie aus der Ordnung der Insektenfresser (Eulipotyphla). Diese Tiere erinnern an große Spitzmäuse und bewohnen ausschließlich die Karibischen Inseln. Die Familie umfasst zwei Gattungen mit zwei Arten, dem Dominikanischen oder Haiti-Schlitzrüssler und dem Kubanischen Schlitzrüssler, die beide bedroht sind. Zwei weitere Arten sind ausgestorben.

## Merkmale

### Allgemeines
Schlitzrüssler erinnern von ihrem Körperbau an riesige, stämmig gebaute Spitzmäuse. Sie erreichen eine Kopfrumpflänge von 28 bis 39 Zentimeter und eine Schwanzlänge von 18 bis 26 Zentimeter. Das Gewicht erwachsener Tiere beträgt rund 0,8 bis 1 Kilogramm. Die Fellfärbung variiert von rötlichbraun bis schwarz, wobei der Kubanische Schlitzrüssler dunkler gefärbt ist und ein weicheres und längeres Fell hat als der Dominikanische. Der Schwanz und die Beine sind bei beiden Arten unbehaart.
Die Füße enden wie bei allen Insektenfressern in jeweils fünf Zehen, die Krallen tragen. Die Krallen der Vorderpfoten sind deutlich länger und gebogener als die der Hinterpfoten, der Daumen und die Großzehe sind nicht opponierbar. Die Tiere haben Drüsen in der Achselhöhle und der Leiste; diese sondern ein Sekret ab, dessen Geruch als „ziegenartig“ beschrieben wird.

### Kopf und Zähne
Auffälligstes Merkmal des Kopfes ist die rüsselartige, verlängerte Nase, die von einem Rüsselknochen (Praenasale) gestützt wird. Die Nasenöffnungen weisen auf die Seite. Der Schädel ist wie bei vielen Insektenfressern schmal und langgestreckt, die Augen sind vergleichsweise klein, die teilweise unbehaarten Ohren ragen aus dem Fell heraus.
Das Gebiss ist, wie bei allen Insektenfressern, mit spitzen Höckern und scharfen Schmelzleisten versehen. Der vorderste Schneidezahn ist vergrößert, zwischen ihm und den übrigen Zähnen klafft eine Lücke (Diastema). Die Zahnformel lautet I 3/3 - C 1/1 - P 3/3 - M 3/3, insgesamt haben sie also 40 Zähne. Die Jungtiere kommen noch nicht mit dem bleibenden Gebiss zur Welt, sondern haben ein funktionelles Milchgebiss.
Schlitzrüssler sind neben der Wasserspitzmaus und den Plumploris (Nycticebus) die einzigen giftigen Höheren Säugetiere. Sie produzieren in der Unterkiefer-Speicheldrüse ein Nervengift, das es ihnen erlaubt, relativ große Beutetiere zu überwältigen. Der giftige Speichel wird durch eine tiefe Furche an der Innenseite des zweiten unteren Schneidezahns in die Wunden der Beutetiere geleitet.

## Verbreitung und Lebensraum

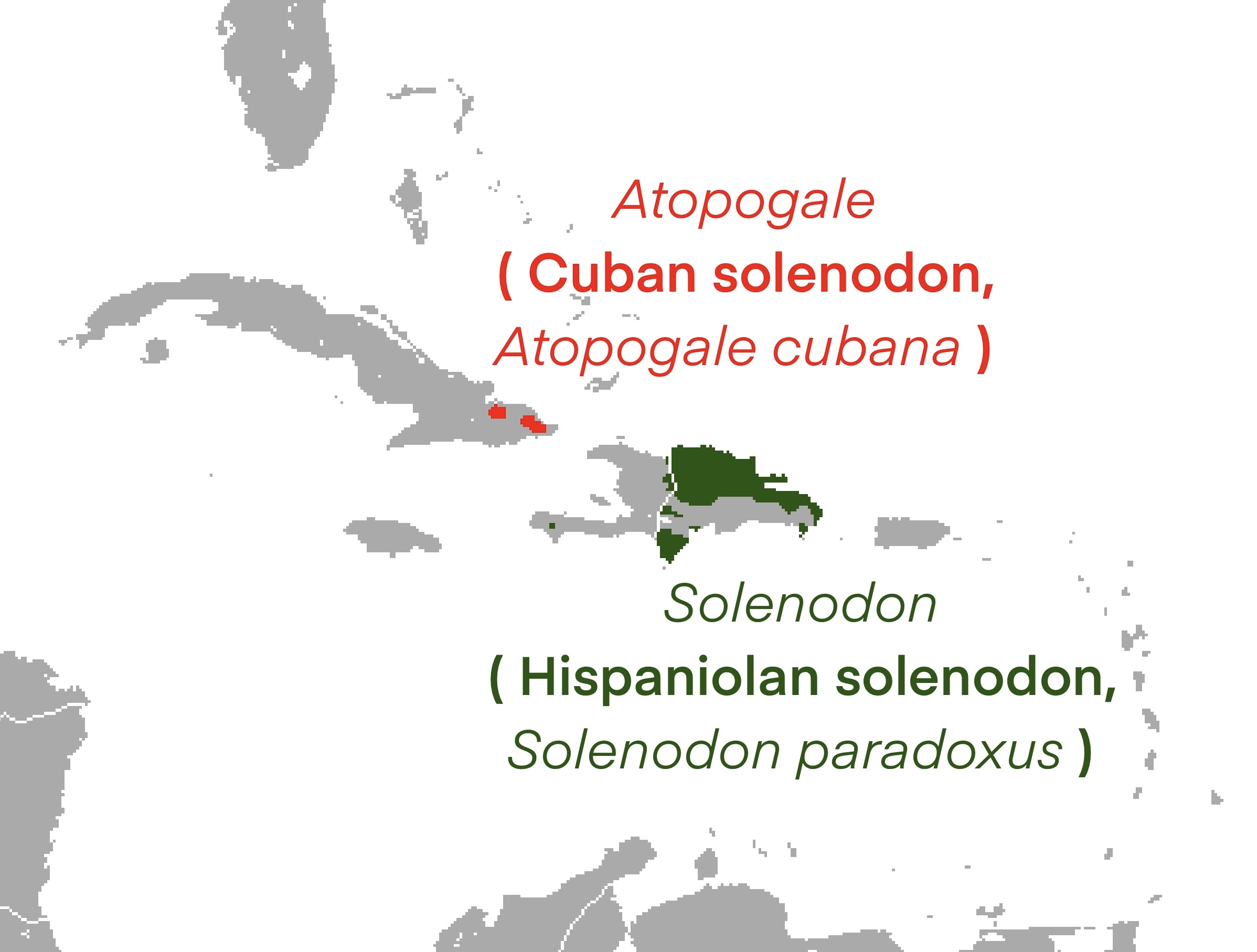
Die Verbreitungsgebiete der zwei Schlitzrüsslerarten

Schlitzrüssler sind auf den Großen Antillen endemisch, der Kubanische Schlitzrüssler lebt auf Kuba und der Dominikanische Schlitzrüssler auf Hispaniola (Haiti und Dominikanische Republik). Auch die ausgestorbenen Arten sind nur von diesen zwei Inseln bekannt. Lebensraum dieser Tiere sind vorrangig Wälder, manchmal findet man sie auch im Buschland in der Nähe von Plantagen.

## Lebensweise
Die Tiere sind vorwiegend nachtaktiv. Sie sind Bodenbewohner und führen eine teilweise unterirdische Lebensweise. Zum Schlafen ziehen sie sich in Felsspalten, hohle Baumstämme, Erdlöcher oder selbstgegrabene Baue zurück, sie errichten aber außerhalb der Paarungszeit keine Nester. Manchmal legen sie auch komplexe Tunnelsysteme unter der Erde an, die ihnen als Ruheplätze und teilweise auch zur Nahrungssuche dienen. Auf der Oberfläche bewegen sie sich in einem eher schwerfälligen, watschelnden Gang fort, sie können im Bedrohungsfall aber durchaus schnell laufen.
Schlitzrüssler stoßen hohe Klicklaute im Bereich von 9000 bis 31000 Hz aus. Diese Laute scheinen – wie bei den Spitzmäusen – der Echoortung zu dienen, da Schlitzrüssler nur kleine Augen besitzen und schlecht sehen.
Das Sozialverhalten ist wenig erforscht. Zumindest von den Dominikanischen Schlitzrüsslern ist bekannt, dass sie meist in kleinen Gruppen leben und dass sich bis zu acht Tiere den gleichen Unterschlupf teilen. Herangewachsene Tiere bleiben oft im gleichen Bau oder in unmittelbarer Nähe ihrer Eltern.

## Nahrung
Die Nahrungssuche erfolgt entweder unterirdisch oder auf der Erdoberfläche, dabei durchwühlen Schlitzrüssler mit ihrer Schnauze das Erdreich. Manchmal benutzen sie auch ihre Krallen, um hartes Erdreich oder Baumrinde aufzureißen.
Schlitzrüssler sind Allesfresser, ernähren sich jedoch vorwiegend carnivor. Ihre Nahrung besteht in erster Linie aus Wirbellosen wie Doppelfüßern, Insekten oder Regenwürmern, daneben fressen sie auch Wirbeltiere wie kleine Reptilien. In kleinerem Ausmaß verzehren sie auch Früchte und anderes Pflanzenmaterial.

## Fortpflanzung
Über die Fortpflanzung ist wenig bekannt. Die Weibchen haben ein Paar Zitzen in der Leistenregion. Die Paarung dürfte asaisonal (nicht an Jahreszeiten gebunden) sein und unregelmäßig erfolgen. Bis zu zweimal im Jahr kann das Weibchen nach einer rund fünfzigtägigen Tragzeit ein oder zwei Jungtiere zur Welt bringen. Vor der Geburt errichtet es ein Nest, in dem die Neugeborenen ihre ersten Lebenswochen verbringen. Sie wiegen bei der Geburt rund 40 bis 55 Gramm und sind zunächst nackt und blind. Mit rund 75 Tagen werden sie entwöhnt.
Das bekannte Höchstalter eines Schlitzrüsslers in menschlicher Obhut betrug elf Jahre, die Lebenserwartung in freier Wildbahn ist nicht bekannt.

## Bedrohung
Vor der Ankunft der Menschen auf ihren Heimatinseln hatten die Schlitzrüssler kaum natürliche Feinde und entwickelten daher kein Abwehrverhalten. Seit Haushunde, Hauskatzen und Kleine Mungos eingeführt wurden, stellt die Nachstellung durch diese Tiere die größte Bedrohung dar. Hinzu kommt die Zerstörung ihres Lebensraumes durch Umwandlung in landwirtschaftlich genutzte Flächen und Siedlungsgebiete.
Der Kubanische Schlitzrüssler galt bereits in den 1950er-Jahren als ausgestorben, bevor seit den 1970er-Jahren einige Exemplare in den östlichen Landesteilen Kubas wiederentdeckt wurden. Dennoch gilt die Art als selten. Der Dominikanische Schlitzrüssler hingegen galt bis in die 1960er-Jahre als relativ häufig, wenngleich die Bestände in Haiti deutlich zurückgegangen waren. Seit dieser Zeit setzte aber auch bei dieser Art ein Schwund der Populationen ein.
Beide Arten sind heute in kleine, unwegsame Regionen zurückgedrängt. Die IUCN führt beide Schlitzrüsslerarten als stark gefährdet (endangered) und fürchtet einen weiteren Rückgang der Bestände.

## Systematik

### Äußere Systematik
Die Schlitzrüssler werden in die Ordnung der Insektenfresser (Eulipotyphla) eingegliedert. Diese Ordnung hat eine taxonomisch stark umstrittene Geschichte; immer wieder wurden Taxa ein- oder ausgegliedert. Auch die molekulargenetischen Untersuchungen liefern kein eindeutiges Ergebnis, sodass die Abstammungsverhältnisse innerhalb dieser Gruppe umstritten bleiben. Die nächsten Verwandten der Schlitzrüssler waren die Karibischen Spitzmäuse (Nesophontidae), eine heute ausgestorbene, bis ins 2. nachchristliche Jahrtausend auf den Großen Antillen verbreitete Gruppe spitzmausähnlicher Tiere.
Möglicherweise stellen Schlitzrüssler und Karibische Spitzmäuse den Überrest einer früher – eventuell schon seit dem Mesozoikum – auf dem amerikanischen Kontinent verbreiteten Gruppe der Insektenfresser dar, die sich nach dem Aussterben ihrer Verwandten auf dem Festland auf den Karibischen Inseln halten konnte. Fossilienfunde, die diese Theorie bestätigen könnten, gibt es jedoch bislang nicht. Jedoch ergab eine Analyse der mitochondrialen DNA des Dominikanischen Schlitzrüsslers, dass der letzte gemeinsame Vorfahre der Schlitzrüssler und aller anderen rezenten Insektenfresser vor etwa 73,6 bis 78 Millionen Jahren im Campanium (Oberkreide) lebte, also vor dem Massenaussterben an der Kreide-Paläogen-Grenze.

### Innere Systematik
Die Familie der Schlitzrüssler besteht aus vier Arten, darunter zwei ausgestorbene.
- Der Kubanische Schlitzrüssler (Atopogale cubanus) lebt auf Kuba und ist die dunklere und langhaarigere der beiden heute noch lebenden Arten.
- Der Dominikanische oder Haiti-Schlitzrüssler (Solenodon paradoxus) hat ein kürzeres, eher helleres Fell und ist auf Hispaniola beheimatet.
- Solenodon arredondoi ist ausgestorben. Die Art war auf Kuba beheimatet und mit einer Kopfrumpflänge von 45 bis 55 Zentimeter und einem geschätzten Gewicht von 1,5 bis 2 Kilogramm deutlich größer als die beiden heute noch lebenden Arten. Der Zeitpunkt des Aussterbens dieser Art ist unklar, sie hat aber noch zumindest bis zur Ankunft der Indianer auf Kuba überlebt.
- Solenodon marcanoi ist ebenfalls ausgestorben. Diese Art wiederum lebte auf Hispaniola und war kleiner als die beiden erstgenannten Arten. Überreste dieser Art wurden zusammen mit Rattenknochen gefunden, was nahelegt, dass sie zumindest bis zur Ankunft der Europäer noch existiert hat. Manchmal wird sie in einer eigenen Gattung, Antillogale, geführt.

Lange Zeit gehörten alle Schlitzrüsslerarten zur Gattung Solenodon. Da sich der Kubanische und der Dominikanische Schlitzrüssler aber schon vor mehr als 25 Millionen Jahren evolutionär voneinander getrennt haben, wird ersterer heute in einer eigenen Gattung, Atopogale, geführt.